# Episodi di Daktari (prima stagione)
La prima stagione della serie televisiva Daktari è andata in onda negli Stati Uniti dall'11 gennaio 1966 al 17 maggio 1966 sulla CBS.
| nº | Titolo originale              | Prima TV USA     | Titolo italiano | Prima TV Italia |
| -- | ----------------------------- | ---------------- | --------------- | --------------- |
| 1  | The Elephant Thieves          | 11 gennaio 1966  |                 |                 |
| 2  | Predator of Wameru            | 18 gennaio 1966  |                 |                 |
| 3  | Killer Lion                   | 25 gennaio 1966  |                 |                 |
| 4  | Adventure of the Lion Cubs    | 1º febbraio 1966 |                 |                 |
| 5  | Trail of the Cheetah          | 8 febbraio 1966  |                 |                 |
| 6  | Leopard of Madla Gorge        | 15 febbraio 1966 |                 |                 |
| 7  | The Diamond Smugglers         | 1º marzo 1966    |                 |                 |
| 8  | The Chimp Who Went Ape        | 8 marzo 1966     |                 |                 |
| 9  | The Killer Dog                | 15 marzo 1966    |                 |                 |
| 10 | Return of the Killer (Part 1) | 22 marzo 1966    |                 |                 |
| 11 | Return of the Killer (Part 2) | 29 marzo 1966    |                 |                 |
| 12 | The Maneater of Wameru        | 5 aprile 1966    |                 |                 |
| 13 | Crisis at the Compound        | 12 aprile 1966   |                 |                 |
| 14 | The Hostages                  | 19 aprile 1966   |                 |                 |
| 15 | Judy and the Hyena            | 26 aprile 1966   |                 |                 |
| 16 | Wall of Flames (Part 1)       | 3 maggio 1966    |                 |                 |
| 17 | Wall of Flames (Part 2)       | 10 maggio 1966   |                 |                 |
| 18 | Judy and the Gunrunners       | 17 maggio 1966   |                 |                 |

## The Elephant Thieves
- Prima televisiva: 11 gennaio 1966
- Diretto da: Otto Lang
- Scritto da: Robert Lewin

### Trama
- Guest star: Lane Bradford (Frank Tabor), Dan Ferrone (Mark Tabor)

## Predator of Wameru
- Prima televisiva: 18 gennaio 1966
- Diretto da: Paul Landres
- Scritto da: Stephen Kandel

### Trama
- Guest star: Percy Rodriguez (Metembe), Than Wyenn (Saterji), Don Marshall (Luke)

## Killer Lion
- Prima televisiva: 25 gennaio 1966
- Diretto da: Otto Lang
- Scritto da: Will Clark

### Trama
- Guest star: Don Marshall (Luke), John McLiam (Sean Murphy), Alan Napier (Roger Egg)

## Adventure of the Lion Cubs
- Prima televisiva: 1º febbraio 1966
- Diretto da: Paul Landres
- Scritto da: Will Clark

### Trama
- Guest star: Sean McClory (Giles), Lawrence Montaigne (Stokes)

## Trail of the Cheetah
- Prima televisiva: 8 febbraio 1966
- Diretto da: Andrew Marton
- Scritto da: Stephen Kandel, Alan Caillou

### Trama
- Guest star: Don Marshall (Luke), John Chevron (bus driver.), Ron Hayes (Roy Meadows), Robert DoQui (sergeant), Dina Merrill (Janet Lorne)

## Leopard of Madla Gorge
- Prima televisiva: 15 febbraio 1966
- Diretto da: Otto Lang
- Scritto da: Arthur Weiss

### Trama
- Guest star: Marian McCargo (dottor Teresa Warren), Harry Lauter (Meo Banhoof), Peter Brocco (dottor Gene Barr), Otis Young (Mtaga)

## The Diamond Smugglers
- Prima televisiva: 1º marzo 1966
- Diretto da: Paul Landres
- Scritto da: Malvin Wald

### Trama
- Guest star: Paul Winfield (Roy Kimba), Richard Angarola (Michael Duval), Nico Minardos (Gerard Amoux)

## The Chimp Who Went Ape
- Prima televisiva: 8 marzo 1966
- Diretto da: Otto Lang
- Scritto da: Robert Lewin

### Trama
- Guest star:

## The Killer Dog
- Prima televisiva: 15 marzo 1966
- Diretto da: Paul Landres
- Scritto da: Will Clark

### Trama
- Guest star: 	George Mitchell (Diertle)

## Return of the Killer (Part 1)
- Prima televisiva: 22 marzo 1966
- Diretto da: Andrew Marton
- Scritto da: Richard Carlson

### Trama
- Guest star: 	Jan Clayton (Mrs. Fosby), Ron Hayes (Roy Meadows)

## Return of the Killer (Part 2)
- Prima televisiva: 29 marzo 1966
- Diretto da: Andrew Marton
- Scritto da: Richard Carlson

### Trama
- Guest star: 	Jan Clayton (Mrs. Fosby)

## The Maneater of Wameru
- Prima televisiva: 5 aprile 1966
- Diretto da: Paul Landres
- Scritto da: Meyer Dolinsky

### Trama
- Guest star: 	Doris Dowling (Barbara Ingram), Joe Higgins (Eric Lansing)

## Crisis at the Compound
- Prima televisiva: 12 aprile 1966
- Diretto da: Paul Landres
- Scritto da: Malvin Wald

### Trama
- Guest star: 	Gloria Manon (Samira Hassan), David Opatoshu (Ramzi Hassan)

## The Hostages
- Prima televisiva: 19 aprile 1966
- Diretto da: Andrew Marton
- Scritto da: Stephen Kandel

### Trama
- Guest star:

## Judy and the Hyena
- Prima televisiva: 26 aprile 1966
- Diretto da: Paul Landres
- Scritto da: Will Clark

### Trama
- Guest star: 	Ed Prentiss (colonnello Colby)

## Wall of Flames (Part 1)
- Prima televisiva: 3 maggio 1966
- Diretto da: Andrew Marton
- Scritto da: Stephen Kandel

### Trama
- Guest star: 	King Donovan (Bendix), Michael Pate (Patrick Boyle Connors)

## Wall of Flames (Part 2)
- Prima televisiva: 10 maggio 1966
- Diretto da: Andrew Marton
- Scritto da: Stephen Kandel

### Trama
- Guest star: 	King Donovan (Bendix), Michael Pate (Patrick Boyle Connors)

## Judy and the Gunrunners
- Prima televisiva: 17 maggio 1966
- Diretto da: Andrew Marton
- Scritto da: Richard Carlson

### Trama
- Guest star: Theodore Marcuse (dottor Akubar)